# 宿便
宿便是养生产品时常提出的一个概念，指在体内堆积、尚未排净的粪便。保健品商家提出“清理宿便”可以排出肠道内的毒素，将宿便与美容、肿瘤、肥胖等联系在一起。然而，一些宣称能够排宿便的手法，如肠道Spa、肠道水疗等，本质上为灌肠，宣称可以润肠的保健品也会造成药物依赖，最终均会反而不利于健康。
宿便、排毒的叫法均非医学概念，”毒“只是身体代谢过程中产生的废物，属于正常生理现象。《健康时报》指出，“宿便”更多是商家为促销而凭空捏造出来的概念，“既形象、恐吓，又显得很有中医似的”，有不小“市场效果”。中医许润三受访时亦指出，中医里没有宿便的概念，就连“便秘”一词也是到了清代、吴谦在《医宗金鉴：外科心法要诀》中才提出。